# Sultan Kudarat (ville)
Pour l’article homonyme, voir Sultan Kudarat.
Sultan Kudarat est une localité de la province de Maguindanao, aux Philippines. En 2015, elle compte 95 201 habitants.